# Paměťová karta

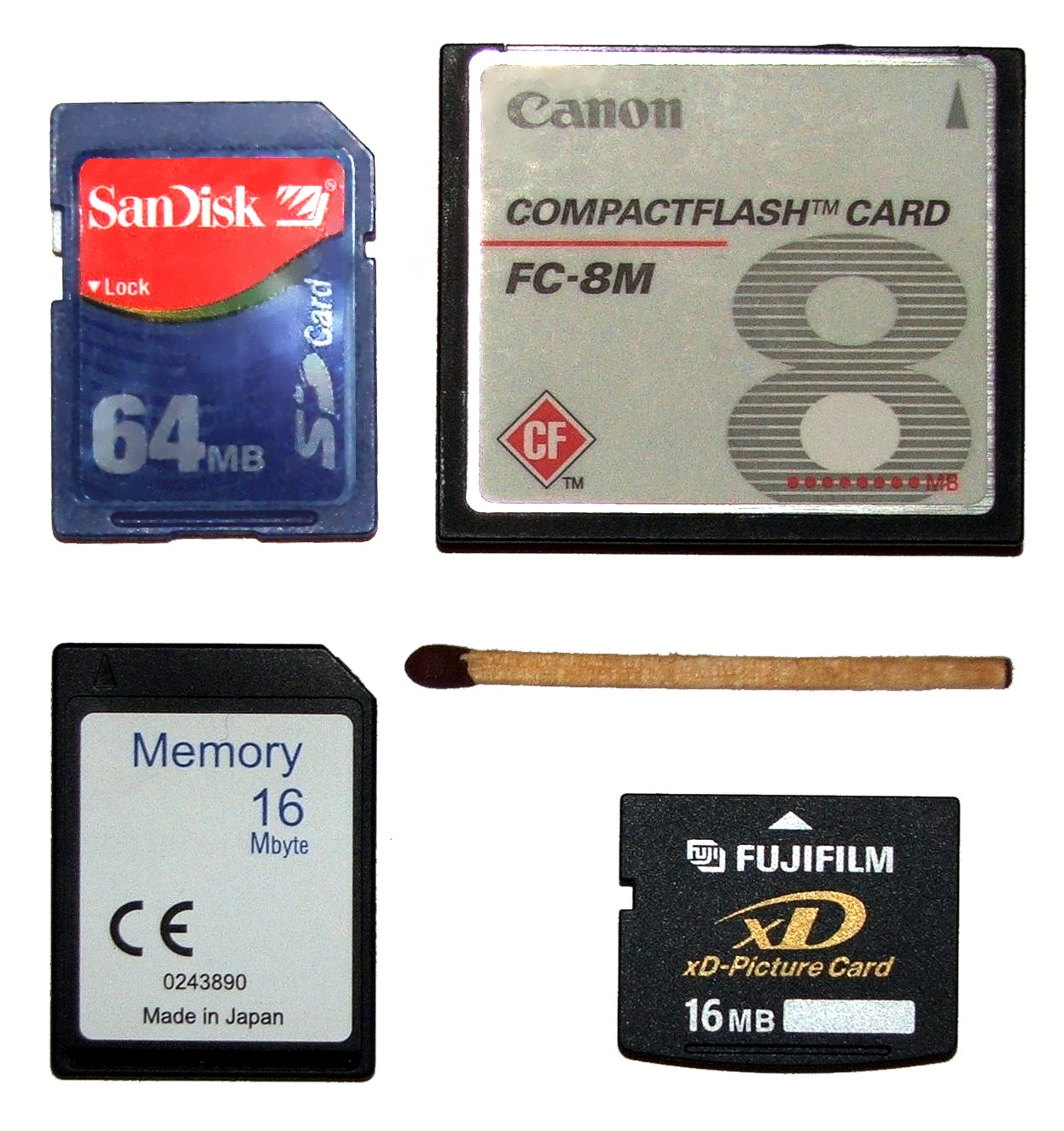
Srovnání velikostí některých typů paměťových karet

Paměťová karta je elektronické zařízení, sloužící k ukládání dat. Používá se v digitálních fotoaparátech, PDA, laptopech, mobilních telefonech, přehrávačích, video hrách a jiných elektronických zařízeních. Obvykle je založena na paměti typu flash EEPROM. Je to malé, kompaktní zařízení s relativně vysokou kapacitou, je odolné vůči magnetickým a elektrickým polím. Paměťové karty byly navržené jako náhrada pevného disku pro zařízení, ve kterých se disky nemohly použít (např. kvůli rozměrům nebo vibracím).

## Historie
Prvním pokusem bylo zavedení PCMCIA paměťové karty pro notebooky v 90. letech minulého století. Zvětšení kapacit paměťových flash modulů a snížení jejich cen vedlo k masivnímu rozšíření karet. Tak jako v jiných oborech, i zde začal boj o standardy, což vedlo k vytvoření velkého počtu různých typů karet od různých výrobců. Snaha vytvořit standard se neshledala s úspěchem a výsledkem byly desítky typů paměťových karet se stejnými nebo podobnými kapacitami a výkony.
V roce 2001 obsadila malá karta Smart media (SM) více než polovinu trhu s paměťovými kartami a paměť CompactFlash zase ovládla trh s kartami pro fotoaparáty. S rozvojem doplňkových funkcí v mobilních telefonech přišly i nové generace paměťových karet s menšími rozměry a se sníženým napájením na 3,3 V. Velcí výrobci elektroniky přišli s vlastními formami karet (a jejich výrobky podporují výhradně vlastní karty). Tím se trh roztříštil. (Sony - Memory Stick (MS), Olympus - XD (XD Picture Card)).

## Dnes
V současnosti (2010-17) jsou základem trhu čtyři typy karet: SD (Secure Digital), MMC (Multimedia Card), CF (Compact flash) a díky rozšíření výrobků Sony také Sony MS (Memory Stick). Některé karty se staly populárnějšími, a tak je dnes neoficiálním standardem karta SD (Secure Digital) s modifikacemi pro téměř všechna elektronická zařízení využívající tyto technologie.

## Trendy
Dnešním trendem je miniaturizace. Mnohé karty dodávají výrobci v modifikacích s malými rozměry. Elektronická podstata karet zůstává stejná, mění se pouze pouzdro. (Např. SD - miniSD - microSD). Hlavním důvodem je rozvoj mobilních telefonů, které se z původního zařízení na telefonování přeměnily v krátkém čase na hybrid, který umožňuje také fotografování, filmování, přehrávání hudby, rádia, přístup na internet, hraní her, přenášení údajů s možností vytvoření lokálních sítí (bluetooth, wifi…) To vyžaduje přenosné paměťové médium, kterým je právě paměťová karta. Spousta telefonů má mimo zabudované vnitřní paměti také sloty pro paměťové karty typu „mini“ a „mikro“ SD.
Dalším trendem je exponenciálně se zvyšující kapacita karet. Ještě donedávna byly karty dodávány řádově v MB, dnes je jejich nejmenší kapacita 1 GB a dají se koupit karty až do 256 GB. Souvisí to s komerční úspěšností karet jako záznamového média, a tím s jejich implementací do dalších a dalších elektronických zařízení. Snaha je, aby bylo možné používat karty pro záznam obrazu (i v HD kvalitě), čímž vytlačí všechna ostatní k tomuto účelu používaná záznamová média z trhu. Je reálná možnost, že při dalším poklesu cen zaútočí i na CD a DVD média a hudba a filmy se budou distribuovat na kartách.
v dnešní době se prodávají i s označením class/třída/. Toto označení znamená přenosovou rychlost.
Např.class 12 má přenosovou rychlost 12 MB/s a to je dnešní maximum..
Samozřejmě čím větší class-tím větší rychlost přenosu a samotného zařízení, znamená to však i vyšší cenu karty.
Hlavně v USA se rozmáhá omezování možností přehrávání obsahu karty jen pro vlastníky licencí na přehrávaní DRM (Digital rights management). Do některých typů karet je implementována tato ochrana, která má zabránit přehrávání nepovoleného (nelicencovaného) obsahu. Proti DRM se ale zvedá jak odpor organizací v Evropě a ve světě, tak i odpor veřejnosti. V následující tabulce jsou uvedeny některé karty, které tuto technologii používají, resp. používaly.

## Tabulka vybraných typů paměťových karet
| Jméno                        | Zkratka   | Form factor        | DRM       |
| ---------------------------- | --------- | ------------------ | --------- |
| PC Card                      | PCMCIA    | 85,6 × 54 × 3,3 mm | Ne        |
| CompactFlash I               | CF-I      | 43 × 36 × 3,3 mm   | Ne        |
| CompactFlash II              | CF-II     | 43 × 36 × 5,5 mm   | Ne        |
| SmartMedia                   | SM / SMC  | 45 × 37 × 0,76 mm  | Ne        |
| Memory Stick                 | MS        | 50 × 21,5 × 2,8 mm | MagicGate |
| Memory Stick Duo             | MSD       | 31 × 20 × 1,6 mm   | MagicGate |
| Memory Stick PRO Duo         | MSPD      | 31 × 20 × 1,6 mm   | MagicGate |
| Memory Stick PRO-HG Duo      | MSPDX     | 31 × 20 × 1,6 mm   | MagicGate |
| Memory Stick Micro M2        | M2        | 15 × 12,5 × 1,2 mm | MagicGate |
| Multimedia Card              | MMC       | 32 × 24 × 1,5 mm   | Ne        |
| Reduced Size Multimedia Card | RS-MMC    | 16 × 24 × 1,5 mm   | Ne        |
| MMCmicro Card                | MMCmicro  | 12 × 14 × 1,1 mm   | Ne        |
| Secure Digital               | SD        | 32 × 24 × 2,1 mm   | CPRM      |
| miniSD                       | miniSD    | 21,5 × 20 × 1,4 mm | CPRM      |
| microSD                      | microSD   | 11 × 15 × 1 mm     | CPRM      |
| Secure Digital High Capacity | SDHC      | 32 × 24 × 2,1 mm   | CPRM      |
| microSDHC                    | microSDHC | 11 × 15 × 1 mm     | CPRM      |
| xD-Picture Card              | xD        | 20 × 25 × 1.7 mm   | Ne        |
| Intelligent Stick            | iStick    | 24 × 18 × 2,8 mm   | Ne        |
| Serial Flash Module          | SFM       | 45 × 15 × ? mm     | Ne        |
| µ card                       | µcard     | 32 × 24 × 1 mm     | Neznáme   |
| NT Card                      | NT NT+    | 44 × 24 × 2,5 mm   | Ne        |